# Emboscada

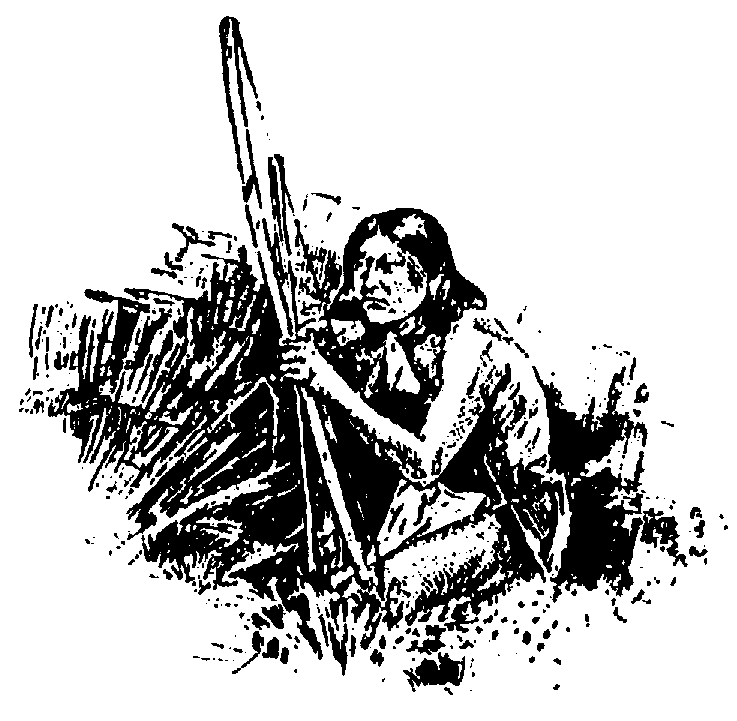
Um guerreiro apache numa emboscada durante as Guerras Apaches.

Emboscada, espera, tocaia ou cilada é o acto de esperar às escondidas pelo inimigo para atacá-lo de surpresa. Normalmente, os guerrilheiros escondem-se em lugares por onde irá passar o inimigo para prepararem-se e para atacarem-no de surpresa. Quando o inimigo passa por ali, mesmo estando em desvantagem numérica, porém aproveitando a configuração do terreno, os guerrilheiros atacam e, graças a essa técnica de guerra, conseguem vencer algumas batalhas.

## Etimologia
"Emboscada" provém do italiano imboscata. "Tocaia" provém do tupi antigo tokaîa, "choça". "Cilada" procede do termo latino celada, "ocultada".